# Køge BK
Køge BK was een Deense voetbalclub uit de stad Køge.
De club werd op 1 oktober 1927 opgericht en promoveerde in 1939 voor het eerst naar de hoogste klasse. Na een aantal middelmatige plaatsen werd de club rond 1950 een subtopper. In 1952 werd de tweede plaats behaald en in 1954 het eerste landskampioenschap. Voor het eerst na 39 kampioenschappen ging de landstitel niet naar een van de vijf clubs uit Kopenhagen die tot dan alle titels hadden gewonnen (KB, B93, AB, B1903 en Frem). Twee jaar later degradeerde de club naar de tweede klasse. Vanaf toen werd de club een liftploeg en keerde terug voor 1958-59, 1961-63, 1966-67. In 1971 keerde de club voor langere tijd terug, na enkele middelmatige plaatsen werd de club onverwacht kampioen in 1975. Het Europacup avontuur dat hierop volgde duurde twee wedstrijden. In de eerste ronde werd titelhouder en drievoudig Europacup I winnaar Bayern München geloot en Køge leed twee nederlagen en was daarmee uitgeschakeld. In 1976 en 1977 eindigde Køge in de middenmoot en in 1978 volgde opnieuw degradatie. Na één seizoen keerde de club terug en werd negende van de 16 deelnemende clubs. Na enkele rustige seizoenen werd de club zesde in 1984, één seizoen later degradeerde Køge opnieuw naar de tweede klasse.
Dit keer kon de club niet snel terugkeren en bleef in de tweede klasse steken. In 2001 werd de promotie net gemist met een derde plaats. Het volgende seizoen lukte het de club wel om te promoveren, na 17 jaar afwezigheid in de hoogste divisie, maar degradeerde meteen terug naar de tweede klasse.
In februari 2009 ging de club failliet en fuseerde met Herfølge Boldklub om zo HB Køge te worden.

## Erelijst
- Landskampioen

1954, 1975
- Beker van Denemarken

Finalist: 1963
- Kampioen 2e klasse

1939, 1960, 1979, 2002

## Eindklasseringen
| 3 |

| 1 |

| 12 |

| 4 |

| 4 |

| 4 |

| 7 |

| 13 |

| 16 |

| Superligaen |

| 1. division |

| Superligaen |

| 1. division |

| Seizoen   | №  | Clubs | Divisie     | Duels | Winst | Gelijk | Verlies | Doelsaldo | Punten | Tsch |
| --------- | -- | ----- | ----------- | ----- | ----- | ------ | ------- | --------- | ------ | ---- |
| 2007–2008 | 13 | 16    | 1. division | 30    | 8     | 9      | 13      | 36–51     | 33     | 879  |

## Køge in Europa
#R = #ronde, T/U = Thuis/Uit, W = Wedstrijd, PUC = punten UEFA coëfficiënten .
Uitslagen vanuit gezichtspunt Køge BK 
| Seizoen | Competitie  | Ronde | Land               | Club              | Totaalscore | 1e W    | 2e W    | PUC |
| ------- | ----------- | ----- | ------------------ | ----------------- | ----------- | ------- | ------- | --- |
| 1976/77 | Europacup I | 1R    | Vlag van Duitsland | FC Bayern München | 1-7         | 0-5 (T) | 1-2 (U) | 0.0 |

Zie ook: Deelnemers UEFA-toernooien Denemarken

## Bekende (ex-)spelers
- Jon Dahl Tomasson
- Søren Larsen
- Lars Olsen